# Ungmennafélagið Víkingur
Ungmennafélagið Víkingur é uma agremiação esportiva islandesa fundada em 1928, situada em Ólafsvík localizado na costa oeste da Islândia no extremo ocidental do Snæfellsnes.

## História
A equipe passou a maior parte de sua história na liga mais baixa, mas foi promovida para a segunda divisão visando a temporada de 1975, mas foi imediatamente rebaixada de volta para a terceira divisão, em seguida, a camada mais baixa. Em 2003, foi promovido à 2. deild karla, na qual jogou em 2004 e foi promovido novamente. Terminou a temporada de 2005 na 1. deild karla teem um quinto lugar respeitável, permanecendo até 2009, quando foi rebaixado. Ganhou a 2. deild, em 2010, para saltar em linha reta, terminando em 4º, o seu melhor resultado de sempre, em 2011. Na temporada de 2012, o Víkingur terminou em 2º no campeonato, nove pontos à frente, e foi promovido para a primeira divisão pela primeira vez em sua história.

## Retrospecto
- 1928: Fundação do clube
- 1974: 2. deild karla [campeões]
- 2003: 3. deild karla [campeões]
- 2004: 2. deild karla [promovido]
- 2010: 2. deild karla [campeões]
- 2012: 1. deild karla [promovido]
- 2015: 1. deild karla [campeões]